# Fülöp Kocsis
Péter Fülöp Kocsis (n. 13 ianuarie 1963, Seghedin, Ungaria) este un arhiepiscop greco-catolic maghiar.